# Dolo (Italia)
Dolo (El Dolo [el ˈdɔe̯o] in veneto) è un comune italiano di 15 030 abitanti della città metropolitana di Venezia in Veneto. È sede dell'unione di comuni "Città della Riviera del Brenta".

## Geografia fisica
Il territorio del comune si trova al centro della Riviera del Brenta, estendendosi su entrambe le rive del Naviglio. In corrispondenza del centro di Dolo, il Naviglio si sdoppia formando la cosiddetta isola Bassa. L'area è solcata da numerosi altri corsi d'acqua, piccoli rii e canali di scolo come la Seriola, il Serraglio, il Brentoncino e il Tergolino.

## Origini del nome
Secondo un documento conservato nell'Archivio di Stato di Padova, nel 1241 nel territorio di Dolo era situata una torre. Tuttavia su questa la fonte non aggiunge altro; inoltre, anche un disegno databile al 1463 raffigura una torretta di modeste dimensioni in corrispondenza della sponda settentrionale del Brenta. Come alcuni sostengono, da questa tipologia strutturale sarebbe derivato il toponimo Dolo: difatti queste torri venivano chiamate, in latino, dolon, e in volgare, a seconda del luogo, dolo, dolone, dolione, dulone, dosone, dojone, dogone e dongione. A località chiamate Dollo e Dullo fanno riferimento almeno quattro atti notarili del XIII secolo.
Il toponimo Dolo viene rintracciato per la prima volta in modo certo nei Diari di Marin Sanudo databili al 30 settembre 1513. Egli annotò:
Sull'etimologia del toponimo sono state avanzate altre 4 ipotesi:
1. il nome Dolo (Daulo) deriverebbe dall'antica schiatta patavina dei Dotto dei Dauli; sebbene le fonti storiche siano scarse, ad accreditare questa antica tradizione storica è lo stemma civico, che richiama appunto quello della famiglia padovana;
2. dal diminutivo di nomi medievali (Davulus e Dadulus);
3. nel 1978 Alessandro Baldan afferma che “il nome di Dauli deriva da Ca' del Bosco”, un agglomerato di case che sorgeva a est di Dolo; infatti dauli in greco significa “da luoghi boscosi e legna”;
4. dalla figura di Dolo Dotto, il quale aveva possedimenti nel territorio; secondo alcuni documenti, la zona veniva chiamata volta di Dolo Dotto e le abitazioni le case di Dolo o del Dolo.

## Storia
La statua della "Madonna dei Molini" è esposta sulla facciata principale del vecchio molino demaniale di Dolo. 
Una leggenda di tempi relativamente recenti racconta di un cieco da oltre 40 anni, tale Giovanni Candian, che il 17 aprile 1813 fu miracolato dalla Madonna riacquistando improvvisamente la vista. 
Subito, la "Madonna dei Molini" divenne oggetto di devozione da parte dei cittadini dolesi.
Dolo fu probabilmente una mansione romana e un borgo medioevale. Il suo sviluppo inizia, però, solo nel Basso Medioevo.

### Dominio padovano
Tra il XII e il XIV secolo il comune di Padova si espande a danno dei comuni limitrofi e della Repubblica di Venezia, per difendersi dalla quale costruisce numerose città e opere fortificate fornite di uomini in armi (a Stra, Camponogara, Sambruson, Dolo, Mirano ecc.) soprattutto sotto la signoria dei Carraresi, che costruirono, ad esempio, il castello di Oriago, ma soprattutto utilizzarono l'area paludosa tra Arino e Cazzago come zona difensiva costruendo quattro torri (torre di Arino, torre di Cazzago, torre Asinara e torre della Stradella). Questo sistema difensivo venne definito serraglio.

### Repubblica di Venezia
Tra il 1405 e il 1406 ha luogo l'ultima guerra tra i Carraresi e la Repubblica di Venezia, la quale conquista Padova e tutti i suoi territori. Il territorio dolese dunque passa sotto la Serenissima ma continua ancora a dipendere, religiosamente, dalle parrocchie di Fiesso d'Artico e di Sambruson (sotto la diocesi di Padova) e amministrativamente dalle ville (comuni rurali dotati di autonomia) di Ca' del Bosco e di Alture di Sambruson.
Per tutto il XV secolo Venezia sorvolò su moltissime zone, le quali caddero nelle mani di monasteri e famiglie confinanti; altre zone vennero invece messe all'asta, così passarono nelle mani di grandi famiglie, come ad esempio i Malatesta nel 1470-73 (Mira, Sambruson e Lova).
Cristoforo Contarini acquistò Ca' del Bosco, che poi rivendette a Guio Ferragù; Marco della Scola, tra gli altri territori, prese l'Isola del Maltempo e Andrea Corbelli i campi della Molinella.

### Famiglia Dotto Dolo
Terreni carraresi andarono anche a Rambaldo Capodivacca: egli acquistò nel 1406 13 campi e mezzo ad oriente del centro di Dolo e nel 1413 prese in affitto territori dalle monache benedettine di Santa Maria Fistomba. Alla sua morte i territori passarono alla figlia Francesca e al marito Dolo Dotto, il quale propose iniziative di recupero del pascolo e dell'agricoltura.
Nel 1405, dopo che Dolo Dotto si impadronì della zona dove passava strada della Fornace, le monache di Santa Maria di Fistomba per permettere alle derrate agrarie di arrivare al monastero fecero costruire una strada (strada delle Monache) che partiva dalla punta orientale dell'Isola del Maltempo e giungeva fino a Cazzago.
Nel 1459 il monastero, e di conseguenza tutti i suoi territori (compreso Cazzago e Ca' del Bosco), furono uniti al monastero padovano di Santo Stefano. Tra il 1464 e il 1467 Dolo Dotto morì e i territori passarono in eredità ai figli; in seguito, tra il 1508 e il 1516 il territorio venne saccheggiato durante la guerra tra Venezia e la lega di Cambrai.

### Dolo nel XV secolo
Negli ultimi decenni del XV secolo il territorio ebbe un promiscuo sviluppo dato dalla costruzione di mulini, pontili e squeri presso quella che oggi è chiamata Isola Bassa. Il nuovo paese si caratterizzò fin da subito per la vivacità dei commerci e da qui nacque la necessità di unire le numerose ville sotto un unico toponimo e in un unico comune autonomo. Le tre parti però non giunsero mai ad una unità amministrativa, per cui il toponimo, entrato veramente in utilizzo nei documenti ufficiali nel 1540, comprendeva solamente l'area compresa tra i due comuni di Ca' del Bosco ed Isola di Sambruson.

### La parrocchia
Nel 1572 alla villa mancava solamente un'autonomia religiosa, così la popolazione prese l'occasione della visita del vescovo Nicolò Ormaneto alla parrocchia di Fiesso per farsi promettere l'esercitazione della cura delle anime se la chiesa fosse stata ingrandita. Così nel 1576 Dolo venne colpito dalla peste, ma se la cavò egregiamente affidandosi a san Rocco, al quale venne così dedicata la chiesa.
Nel 1579 la chiesa non era ancora terminata ma la popolazione esortò il nuovo vescovo, Federico Corner, ad elevarla a luogo di "cura d'anime". Questo così inviò don Camillo Ronconi a risolvere alcuni problemi; egli infatti:
1. terminò la costruzione della chiesa;
2. concordò al sacerdote-rettore di Dolo per il suo mantenimento un'entrata di 16 ducati dai parroci di Sambruson e di Fiesso e di 44 ducati dalla popolazione di Dolo;
3. stabilì che la nuova parrocchia avrebbe dovuto estendersi sulle terre di Ca' del Bosco, sulle isole del Maltempo e delle Acque e sulla Giudecca. Tutti gli abitanti di queste zone erano così compresi tranne quelli della Giudecca. La chiesa venne così completata nel 1580 e nel 1581 nacque la chiesa di Dolo, figlia delle matrici di Fiesso e Sambruson ma non una vera e propria parrocchia. Successivamente divenne indipendente dalla parrocchia di Sambruson e perse, però, i territori della Giudecca.

### La villeggiatura veneziana
Per tutto il Settecento i veneziani vedevano nel Naviglio del Brenta il naturale proseguimento del Canal Grande e ogni anno trascorrevano lunghi periodi di villeggiatura nelle loro dimore di campagna. Col tempo l'influenza veneziana trasforma Dolo in un luogo ricco di eleganti palazzi e famoso per le conversazioni nei salotti, che faranno del paese uno dei luoghi d'incontro più frequentati della Riviera del Brenta.

Canaletto, Dolo sul Brenta, 1728, Oxford, Ashmolean Museum.

### Ottocento
Sotto Napoleone Bonaparte (dal 1797), e subito dopo sotto il Governo Austriaco, Dolo divenne comune della Provincia di Padova. Alla creazione dei Dipartimenti col ritorno di Napoleone nel 1806, Dolo fu mantenuto nella provincia padovana (Dipartimento del Brenta) e costituito come uno dei Cantoni nel Distretto di Padova. Dal 22 dicembre 1807 venne staccato dall'orbita padovana e aggregato al Dipartimento dell'Adriatico (Provincia di Venezia). Dopo il 1815 appartenne al Regno Lombardo-Veneto e, nel 1866, entrò a far parte del Regno d'Italia. Lo Stendardo della Repubblica di San Marco resta come originale testimonianza dell'adesione alla Repubblica di San Marco del comune durante la guerra contro l'impero Austriaco del 1848.
Il 3 novembre 1868, anniversario della battaglia di Mentana (3 novembre 1867), al fine di allontanare il ricordo della sconfitta garibaldina, dei facinorosi intimarono al parroco del Dolo di spegnere le candele e di chiudere la chiesa.

### L'ospedale
Dopo l'unione del Veneto al Regno d'Italia (1866) gli ospedali esistenti nella provincia di Venezia erano a Venezia centro storico, Chioggia, Dolo, Portogruaro, Noale, Salzano. Il movimento degli ammalati era molto contenuto: nel triennio 1877-79 a Dolo e Portogruaro ci furono in media 220 ammalati, a Noale 100 e a Salzano 15.
A quella data a Dolo era già operativo l’Ospedale civile, il quale ebbe origine da un legato amministrativo di lire 4.000 date dal patrizio veneziano Nicolò Priuli.
Antonio Guolo viene invece considerato il rifondatore dell'ospedale perché il 30 dicembre 1852 donò ben 106.000 lire, cifra con la quale, con un contributo aggiuntivo di un consorzio tra i comuni di Dolo, Mira, Stra e Fiesso d'Artico, permise di acquistare la parte storica dell'attuale edificio e organizzare i primi 70 posti letto.
Con il Regio decreto-legge dell'8 dicembre 1878 fu approvato lo Statuto per la costruzione di una casa di riposo, finanziata, secondo le disposizioni di un legato amministrativo, con 36.768 lire dell'epoca dal nobile inglese Williams Owen, che risiedeva a Dolo e dove fu sepolto.

#### Sanatorio
Nella prima metà del Novecento gli edifici dell'ospedale furono ampliati. Fu costruito inoltre, all'interno del parco, un grande edificio stile liberty ad uso di sanatorio per i malati di tubercolosi. In questo edificio tra il 1938 e i primi mesi del 1943 si verificò quello che la bibliografia medica anti tubercolare definì "l'esperimento involontario di Dolo". Una esperienza che permise di verificare la validità del vaccino italiano messo a punto da Giovanni Petragnani e Gaetano Salvioli, vaccino che diventò nel 1948 il Vaccino Diffondente Salvioli.

### Attualità
L'8 luglio 2015 una violenta tromba d'aria, di grado F4 della Scala Fujita, si è abbattuta su Dolo. Il fenomeno, durato quasi 10 minuti, ha coinvolto altresì i comuni di Mira e Pianiga. Il tornado ha percorso 11.5 km e ha avuto una larghezza variabile dai 500 m al chilometro. Vi sono stati gravi danni materiali a case, automobili e infrastrutture nonché una vittima, 72 feriti e alcune centinaia di sfollati.

### Simboli
Lo stemma comunale, non ancora formalmente concesso con decreto ufficiale, deriva probabilmente da quello dell'antica famiglia padovana dei Dotto dei Dauli che possedevano vaste estensioni di terreno nella zona.
Il gonfalone è un drappo di rosso.

## La Brenta
Nel 1457, dopo i danni apportati alle colture nel 1446-47 e la distruzione del ponte di Bassano, venne autorizzato lo scavo in territorio di Sambruson di un canale, lo ''sborador'', tramite il quale far defluire in laguna le acque del Brenta. La costruzione iniziò solo nel 1459. Questo aveva inizio a Mira Taglio e portava le acque brentane a Giare. Doveva avere una larghezza sui 35 metri, il suo alveo doveva essere un metro e mezzo più alto di quello del Brenta. Doveva passare a un tiro di pietra dalla torre di Sambruson, in linea retta, e sul nuovo canale dovevano venir costruiti due ponti. Di questi due ne venne costruito solo uno presso l'incile; in questo modo gli edifici a destra dello sborador rimasero isolati e perciò, secondo attestazioni, almeno dal 1470 nacque un terzo comune sul territorio parrocchiale di Sambruson, con le terre di Alture e Sambruson Torre: Isola di Sambruson.
Nel 1460 iniziarono i lavori per rettificare tre anse del Brenta, presso Ca' di Dolo ''super Miram'' (oltre Mira), la volta di Dolo Dotto e presso Mira. Lo scopo era quello di far scorrere il flusso del Brenta più velocemente, evitando così la troppa pressione sugli argini. I lavori vennero ostacolati dagli elevati costi, così si decise di impiegare persone condannate dallo Stato come manodopera; non si sa ancora, però, se i lavori vennero effettivamente iniziati e portati a termine.
Nel 1488 il Senato, data l'inefficienza dello sborador, approvò la costruzione del Brenta Nova che, utilizzando il tratto iniziale dello sborador, portasse le acque del Brenta a scaricarsi nella laguna di Chioggia. I lavori procedettero lentamente, anche perché si aggiunse la costruzione di un invaso con doppie porte indispensabile per la navigazione fluviale da e per Venezia. Il tutto venne ulteriormente rallentato dalla Guerra di Cambrai in cui si vide coinvolta Venezia e che portò un'enorme ondata di violenza nei territori dolesi nel 1513.
Nel 1534 il Collegio delle Acque dispose di proseguire i lavori del Brenta Nova e la costruzione a Fusina dei mulini ed altri edifici. Si arrivò così al 1540, quando il Collegio stabilì di deviarne lo sbocco a Brondolo e di spostare la costruzione dei molini da Fusina a Dolo. I mulini vennero completati nel 1551 e in tre anni si munirono di 12 ruote o macine. Gli edifici del Brenta Nuova e i mulini, così, divennero i punti di forza per lo sviluppo economico del paese. La Repubblica di Venezia mantenne la proprietà dei molini, che però affittò a privati.

## Monumenti e luoghi d'interesse

### Architetture
- Duomo di San Rocco

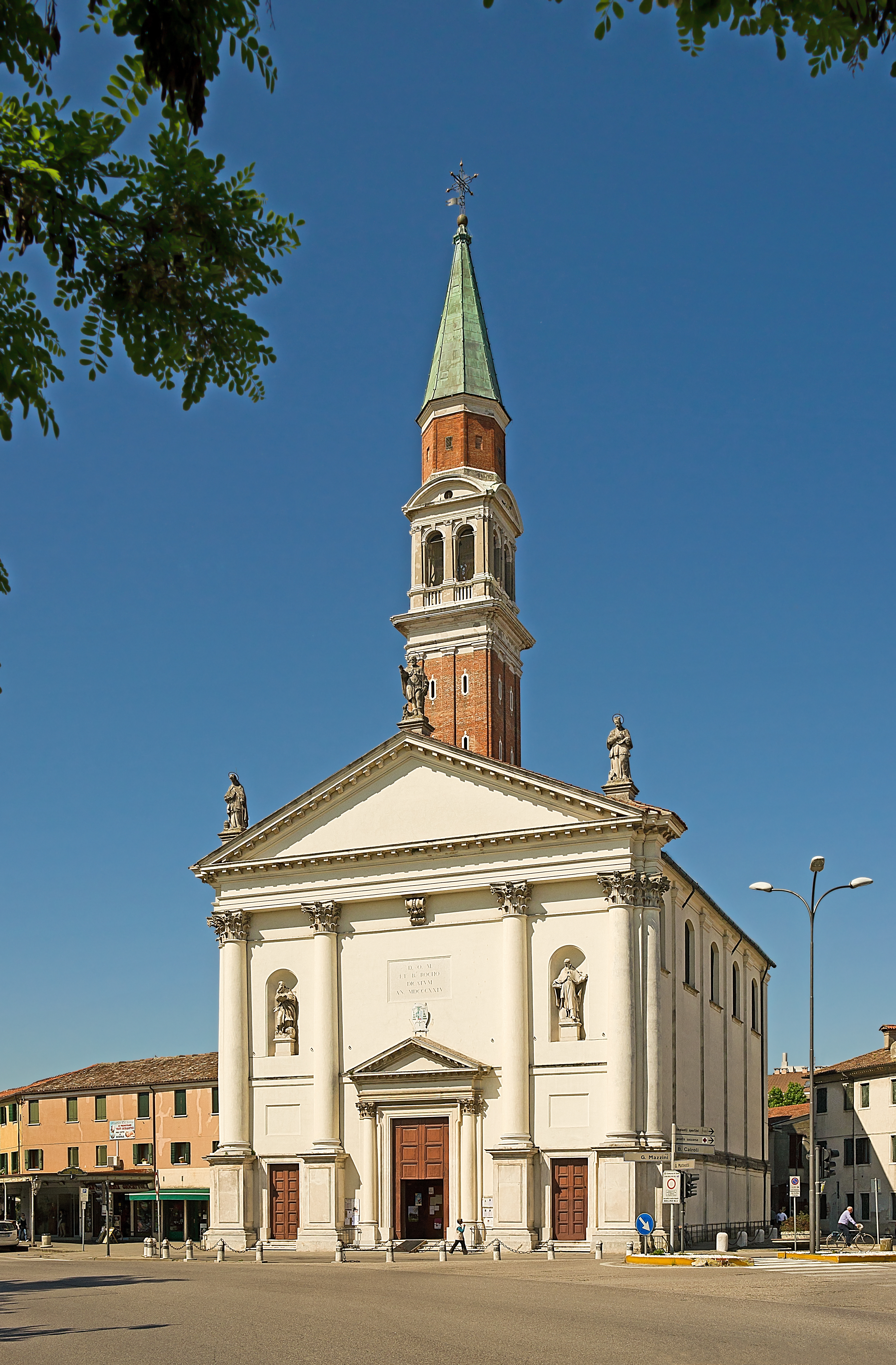
San Rocco - Facciata
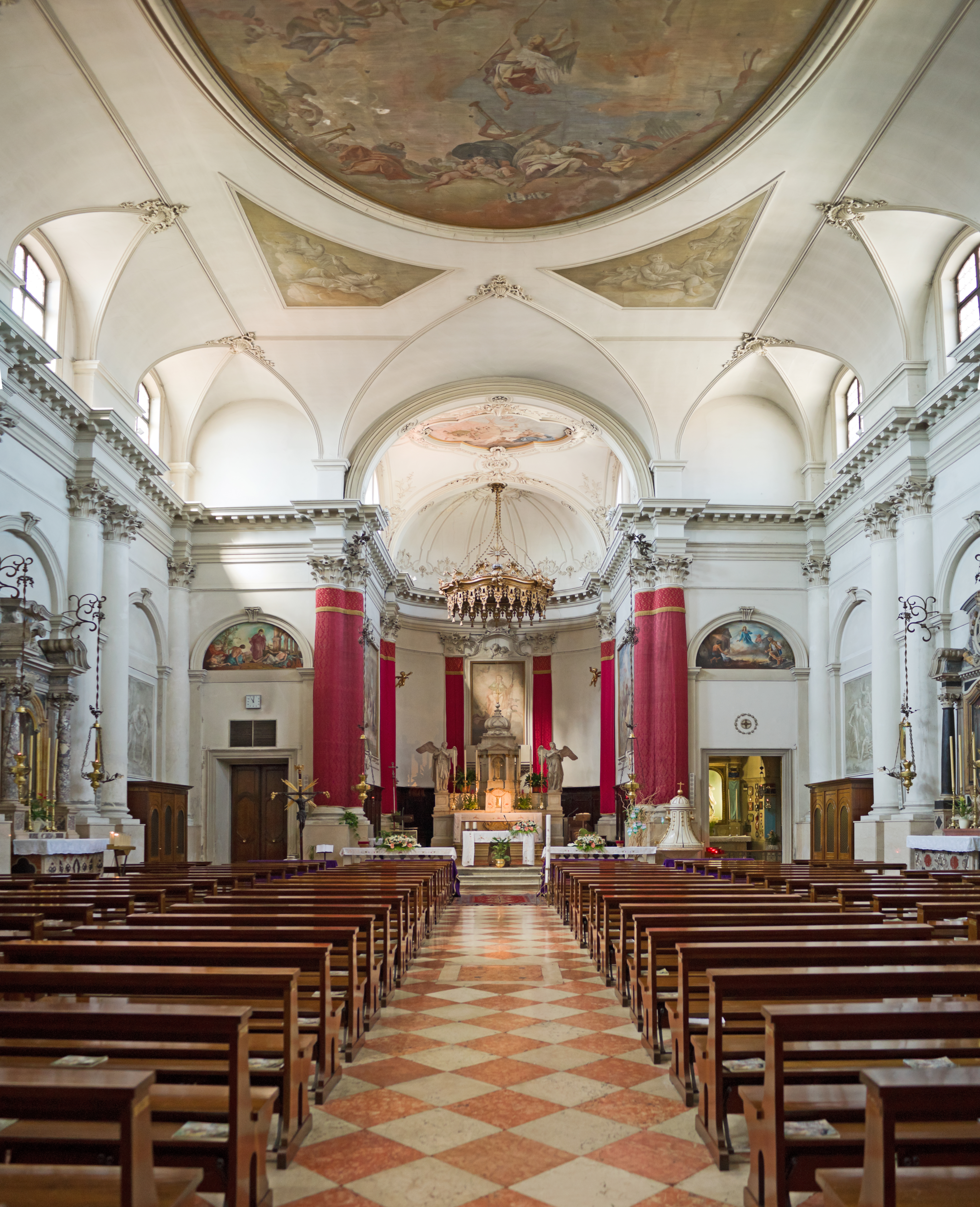
San Rocco - interno
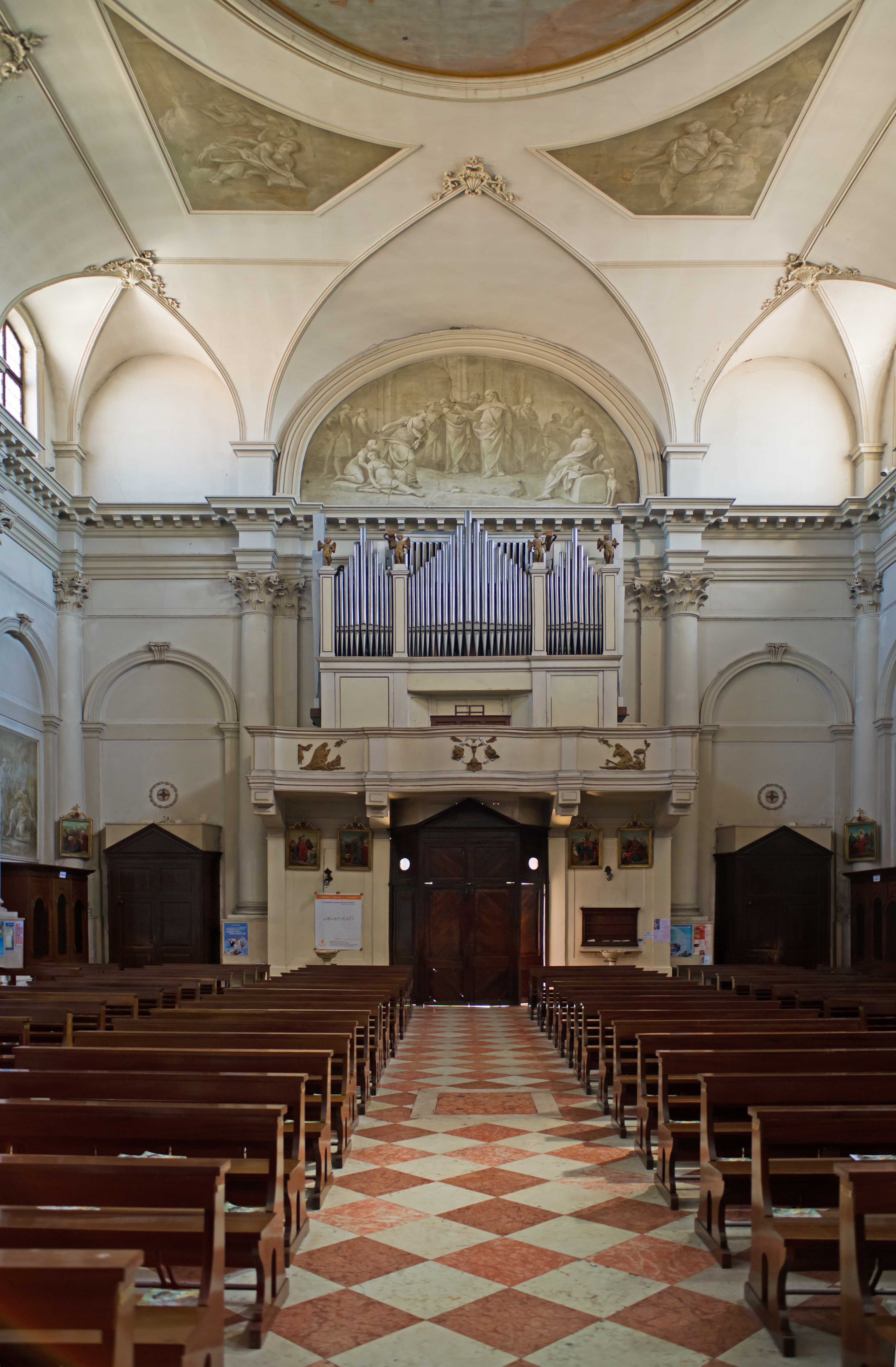
San Rocco - organo

- I mulini ed uno "squero" (cantiere per barche) cinquecentesco

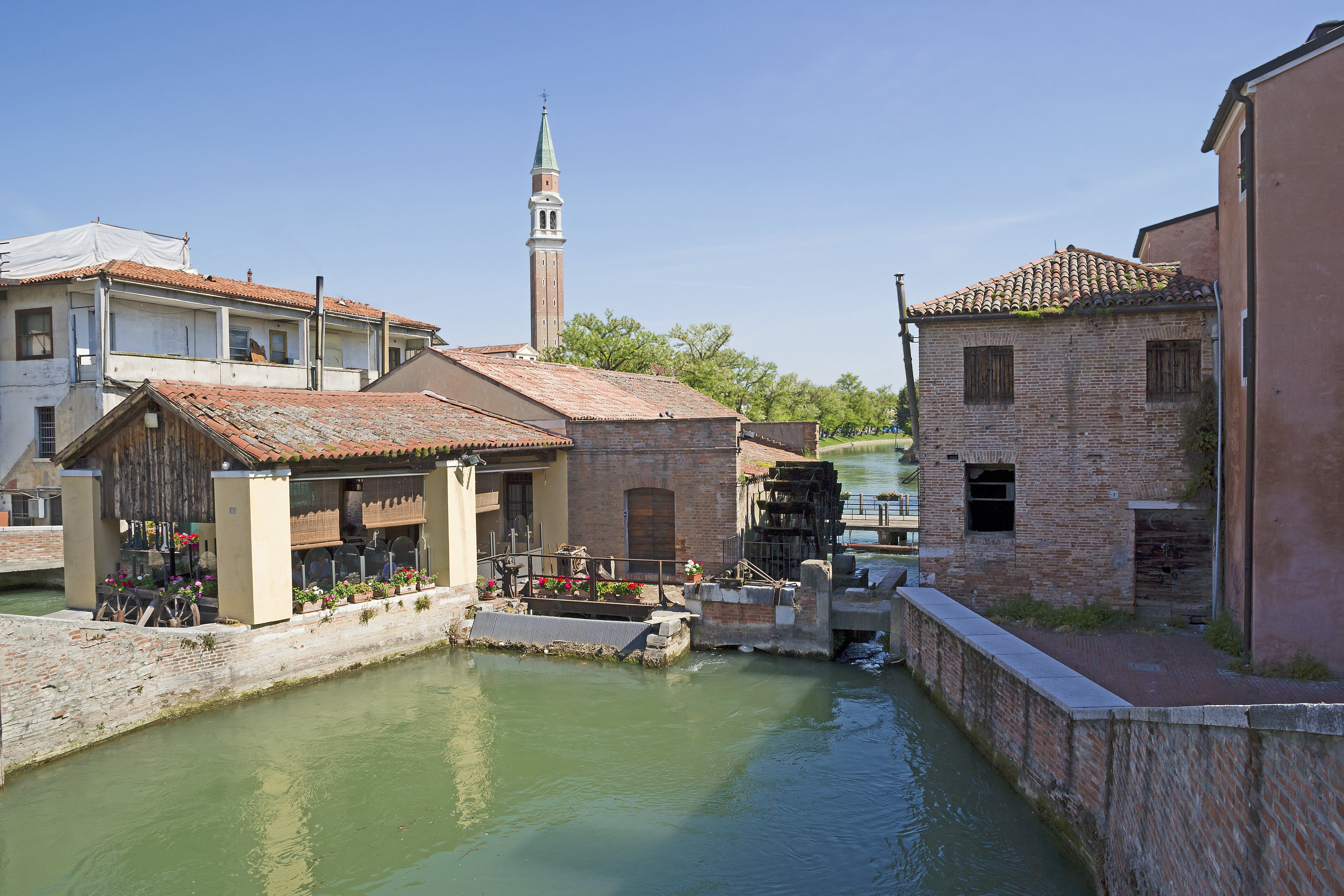
Mulini
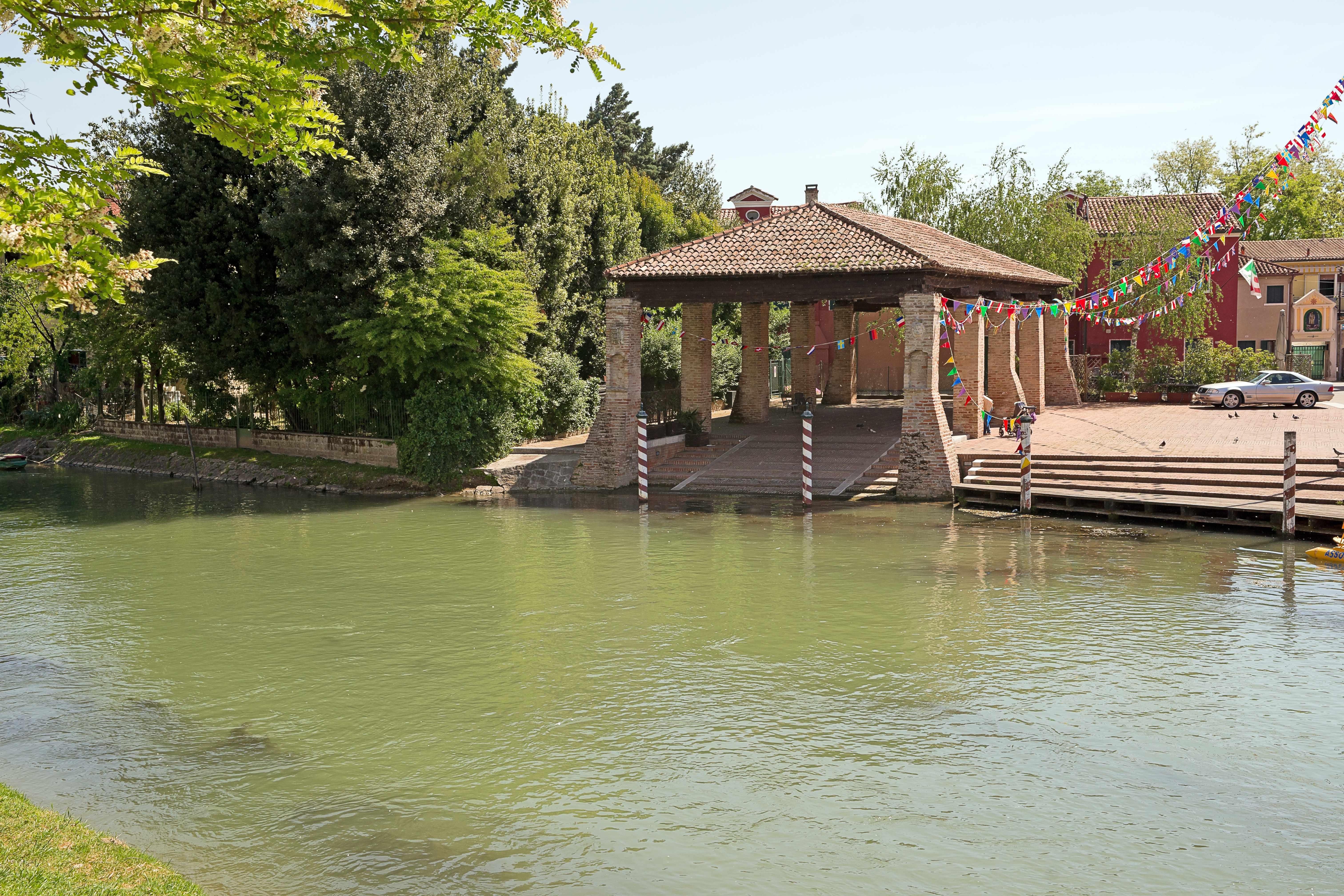
"Squero" cinquecentesco

### Ville venete
- Villa Grimani-Migliorini: via Martiri della Libertà; prime notizie storiche 1635.
- Villa Velluti, già Baffo-Vezzi-Avogadro: via Ettore Tito; prime notizie storiche 1661.
- Palazzetto Molin-Tito: via Ettore Tito; prime notizie storiche 1797.
- Villa Nani Mocenigo: via Martiri della Libertà 113; prime notizie storiche dal '700.
- Villa Mocenigo-Basso: via Martiri della Libertà 3; prime notizie storiche 1642.
- Villa Badoer Fattoretto: angolo via Badoera e via Tito; prime notizie storiche 1518.
- Palazzo Badoer-Gottardo: via Badoera; prime notizie storiche 1740.
- Villa Badoer-Basso: via Badoera; prime notizie storiche 1520.
- Villa Morosini-Velluti: via Argine sinistro; prime notizie storiche 1621.
- Villa Morosini: via Ca' Tron.
- Villa Mioni: via Ca' Tron 81.
- Villa Barbo-Baldan: via Brentabassa; prime notizie storiche 1637.
- Villa Ferretti Angeli; via Brentabassa 41; prime notizie storiche 1582.
- Villa Foscari-Zen-Bon-Lazzaroni: via Brentabassa; prime notizie storiche 1630.
- Villa Collalto-Mocenigo-Carminati; via Matteotti; prime notizie storiche 1620.
- Casa Dotto de Dauli-Gottardo: via Matteotti 84; prime notizie storiche 1605.
- Villa Bortoletti-Bianchi-Seranto-Pittaro: via Matteotti 32; prime notizie storiche 1635.
- Villa Venier-De Goetzen (oggi ristorante): via Matteotti 6; prime notizie storiche 1739.
- Palazzina Bianche-Duodo-Valeggia: via Matteotti 51; prime notizie storiche 1797.
- Palazzetto "delle Finanze": via Matteotti 63.
- Canonica di Dolo: via Dauli 12/14.
- Villa Lusi-Andreuzzi-Bon-Spezzati: via Rizzo; prime notizie storiche 1661.
- Villa Dandolo-Michiel: via Mazzini; prime notizie storiche 1518.
- Villa Barbarigo (attualmente in uso all'ospedale di Dolo): via Mazzini 2; prime notizie storiche 1661.
- Villa Vescovi: via Garibaldi, 6.
- Palazzo Molin: via Garibaldi 19; prime notizie storiche 1566.
- Palazzo Corner: piazza Cantiere; prime notizie storiche 1740.
- Palazzetto Ottoboni: via Garibaldi 63; prime notizie storiche 1661.
- Ca' Ottoboni: via Garibaldi; prime notizie storiche 1661.
- Villa Contarini-Donà-Pisani-Prà: via San Giacomo; prime notizie storiche 1566.
- Villa Concina (attuale Biblioteca Comunale e uffici del Comune): via Comunetto 5.
- Villa Fini: via Martiri della Libertà 27; prime notizie storiche 1665; distrutta da un tornado l'8 luglio 2015[9].
- Villa Berlese: via Brusaura 24; prime notizie storiche 1782.

## Società

### Evoluzione demografica
Abitanti censiti

## Geografia antropica

### Frazioni

#### Arino
Nell'attuale frazione di Arino si trovava una torre difensiva (la torre Da Rin, da cui deriva Arino ed il nome di una via).

La località di Arino è segnalata per la prima volta nel 1073 ed è verosimilmente di fondazione longobarda, poiché è noto che quel popolo era devoto a san Michele Arcangelo, tuttora patrono della frazione.

È documentato che tra il 1123 e il 1292 la chiesa di Arino era importante sul piano religioso, essendo la pieve (titolata della fonte battesimale) delle chiese di Pianiga, Cazzago, Caltana e Peraga.
Alla visita pastorale del vescovo di Padova del 7 giugno 1618, la pieve di Arino aveva alle sue dipendenze le seguenti cappelle: Pianiga, Caltana, Rivale, Peraga, Cazzago, Vigonza e Mellaredo.
Nei vari documenti antichi, il centro viene riportato con le seguenti denominazioni: Adrino, Adrine, Arino, Arin, Rin.
Nella guerra tra Padova e Venezia agli inizi del XV secolo, questi ultimi la scelsero quale campo trincerato e come testa di ponte per assalire gli avversari: in questo senso nelle fonti è nominato il Serraglio d'Arin.

#### Sambruson
Il toponimo Sambruson risulta essere un agionimo derivato dall'accrescitivo latino di Ambrogio (ovvero da Santuc Ambrosonus): il patrono della comunità ambrosiana è per l'appunto sant'Ambrogio, che si festeggia il 7 dicembre. Ciò è testimoniato fin dalle primissime attestazioni del toponimo del paese, in cui lo si trova indicato con le denominazioni Sancto Ambrosone, villa Sancti Ambrosonis, villa Sancti Broxonis. Di questa derivazione aveva certezza già nel 1506 il vescovo Pietro Barozzi che, riferendosi a Sambruson, puntualizzò che si trattava del paese "Sancti Ambrosii quem, corupto vocabulo, Brusonum vocant". Tutto ciò non permette però di capire i motivi per i quali in questa località, in passato, si venne manifestando una forma di venerazione verso il grande vescovo milanese. Secondo una tradizione, probabilmente una pia leggenda, nell'anno 381 Ambrogio, in cammino da Padova verso Aquileia lungo la via Annia, avrebbe soggiornato o, almeno, si sarebbe fermato a Sambruson. A ricordo di quel prezioso passaggio e delle conversioni fiorite alla sua predicazione, gli abitanti avrebbero trasformato la casa in cui aveva preso dimora in luogo di preghiera: un oratorio che divenne un centro di culto ambrosiano.

## Economia
Nel Dolese il turismo è molto importante; altra attività artigianale fiorente nella zona della Riviera del Brenta sono i calzaturifici.

## Infrastrutture e trasporti
Dolo è attraversata dalla Strada regionale 11 Padana Superiore, già strada statale che costeggia il naviglio, ed è presente un casello autostradale posto sulla tangenziale di Mestre - A57.
La stazione ferroviaria, ubicata in realtà nella frazione Ballò di Mirano lungo la ferrovia Milano-Venezia, è servita da treni regionali svolti da Trenitalia nell'ambito del contratto di servizio stipulato con la Regione del Veneto.
Fra il 1885 e il 1954 nella città fu presente, inoltre, una stazione della tranvia Padova-Malcontenta-Fusina gestita dalla Società delle Guidovie Centrali Venete (gruppo Società Veneta).

## Amministrazione
| Periodo        | Periodo          | Primo cittadino         | Partito                                          | Carica                       | Note          |
| -------------- | ---------------- | ----------------------- | ------------------------------------------------ | ---------------------------- | ------------- |
| 7 giugno 1993  | 17 febbraio 1996 | Paolo Vannini           | Lista civica                                     | Sindaco                      | [ 14 ]        |
| 10 giugno 1996 | 3 aprile 2005    | Claudio Bertolin        | Lista civica di centro-sinistra                  | Sindaco                      | [ 15 ] [ 16 ] |
| 4 aprile 2005  | 28 marzo 2010    | Antonio Gaspari         | Lista civica di centro-sinistra                  | Sindaco                      | [ 17 ]        |
| 29 marzo 2010  | 31 maggio 2015   | Mariamaddalena Gottardo | PDL-Lega Nord                                    | Sindaco                      | [ 18 ]        |
| 1º giugno 2015 | 4 gennaio 2021   | Alberto Polo            | Lista civica di centro-sinistra Dolo Democratica | Sindaco                      | [ 19 ]        |
| 5 gennaio 2021 | 4 ottobre 2021   | Gianluigi Naletto       | Lista civica di centro-sinistra Dolo Democratica | Vicesindaco facente funzione | -             |
| 4 ottobre 2021 | in carica        | Gianluigi Naletto       | Lista civica di centro-sinistra Naletto Sindaco  | Sindaco                      | -             |

## Sport
- UHC Dolo
- F.C. Dolo 1909
- Basket Dolo Dolphins